# 钱皮诺

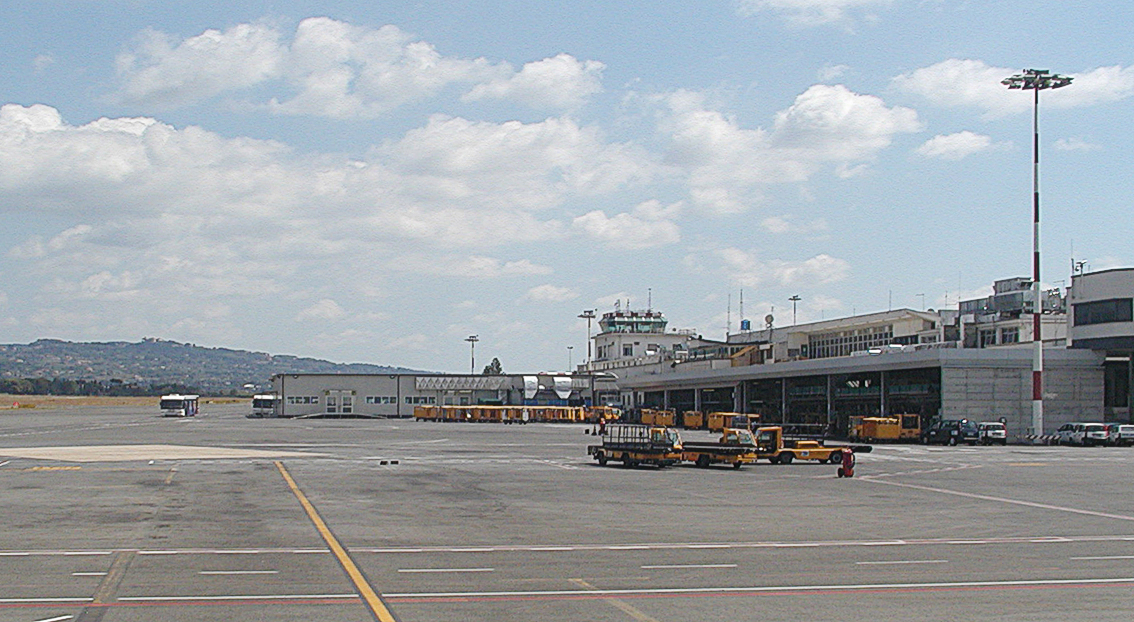
钱皮诺机场

钱皮诺（義大利語：Ciampino）是意大利拉齐奥大区罗马首都广域市的一个市镇，面积11平方公里，人口37,529人（2004年）。
市镇名源自17世纪修道士、科学家、考古学家乔瓦尼·朱斯蒂诺·钱皮诺。服务于罗马的罗马钱皮诺机场位于该地。